# Kamrapellens göl
Kamrapellens göl är en sjö i Tingsryds kommun i Småland och ingår i Bräkneåns huvudavrinningsområde.